# Georg Friedrich Harnisch
Georg Friedrich Harnisch (* um 1780 in Hartenstein, Kursachsen; † 28. Mai 1857 in Hannover) war ein deutscher Zinngießer.

## Leben
Georg Friedrich Harnisch arbeitete 1811 als Geselle bei Friedrich Ludwig Arnold Taberger.
1824 erwarb er das Bürgerrecht der Stadt Hannover und wurde 1825 Meister. Im selben Jahr wurde sein vermutlicher Sohn und Nachfolger Ludwig Hermann Harnisch geboren.
Als Meister bildete Georg Ludwig Harnisch den späteren Unternehmer Ludwig August Rieche aus.
In den Jahren von 1842 bis 1857 bekleidete Harnisch das Amt des Vorstehers des Zinngießeramtes.